# Annapia Gandolfi
Annapia Gandolfi, född den 24 juni 1964 i Pisa, Italien, är en italiensk fäktare som tog OS-silver i damernas lagtävling i florett i samband med de olympiska fäktningstävlingarna 1988 i Seoul.